# San Giorgio a Cremano
San Giorgio a Cremano é uma comuna italiana da região da Campania, província de Nápoles, com cerca de 44.512 habitantes (2019). Estende-se por uma área de 4,11 km², tendo uma densidade populacional de 12.351,09 hab/km². Faz fronteira com Ercolano, Nápoles, Portici, San Sebastiano al Vesuvio.

## Demografia
| Variação demográfica do município entre 1861 e 2011                               |
|                                                                                   |
| Fonte: Istituto Nazionale di Statistica (ISTAT) - Elaboração gráfica da Wikipedia |